# میشیان
میشیان (به لاتین: Meixian District) یک سکونتگاه مسکونی در جمهوری خلق چین است که در ماوژوا واقع شده‌است.